# Assin (Volk)
Assin (auch: Asen) ist ein Volk in Ghana. 
Die Assin gehören zur Volksgruppe der Akan, ebenso wie die verwandten Ethnien Aschanti, Fanti, Ahafo, Akwamu, Dankyira, Akim, Akwapim und Kwawu.
Die Akan bilden insgesamt die größte Volksgruppe in Ghana.
Die Assin siedelten sich im 11. Jahrhundert in ihrem heutigen Siedlungsgebiet in Zentralghana an. Sie waren vermutlich aus der Sahelzone zugewandert.